# Schütze-Klasse (1958)
Die Schütze-Klasse, auch als Klasse 340 und Klasse 341 bezeichnet, war eine Klasse von schnellen Minensuchbooten der deutschen Bundesmarine, die von 1960 bis 1995 in Dienst stand.

## Entstehung und Verwendung
Der Typ des schnellen Minensuchbootes ist eine Weiterentwicklung der Minenräumboote und wurde mit dieser Klasse neu geschaffen. Von ihrem Einsatzprofil her ersetzten sie die Räumboote der Bundesmarine und führten die Grundkonzeption dieser von A&R bereits im Zweiten Weltkrieg entwickelten Boote fort. Sie waren als Minensucher und Minenleger verwendbar.

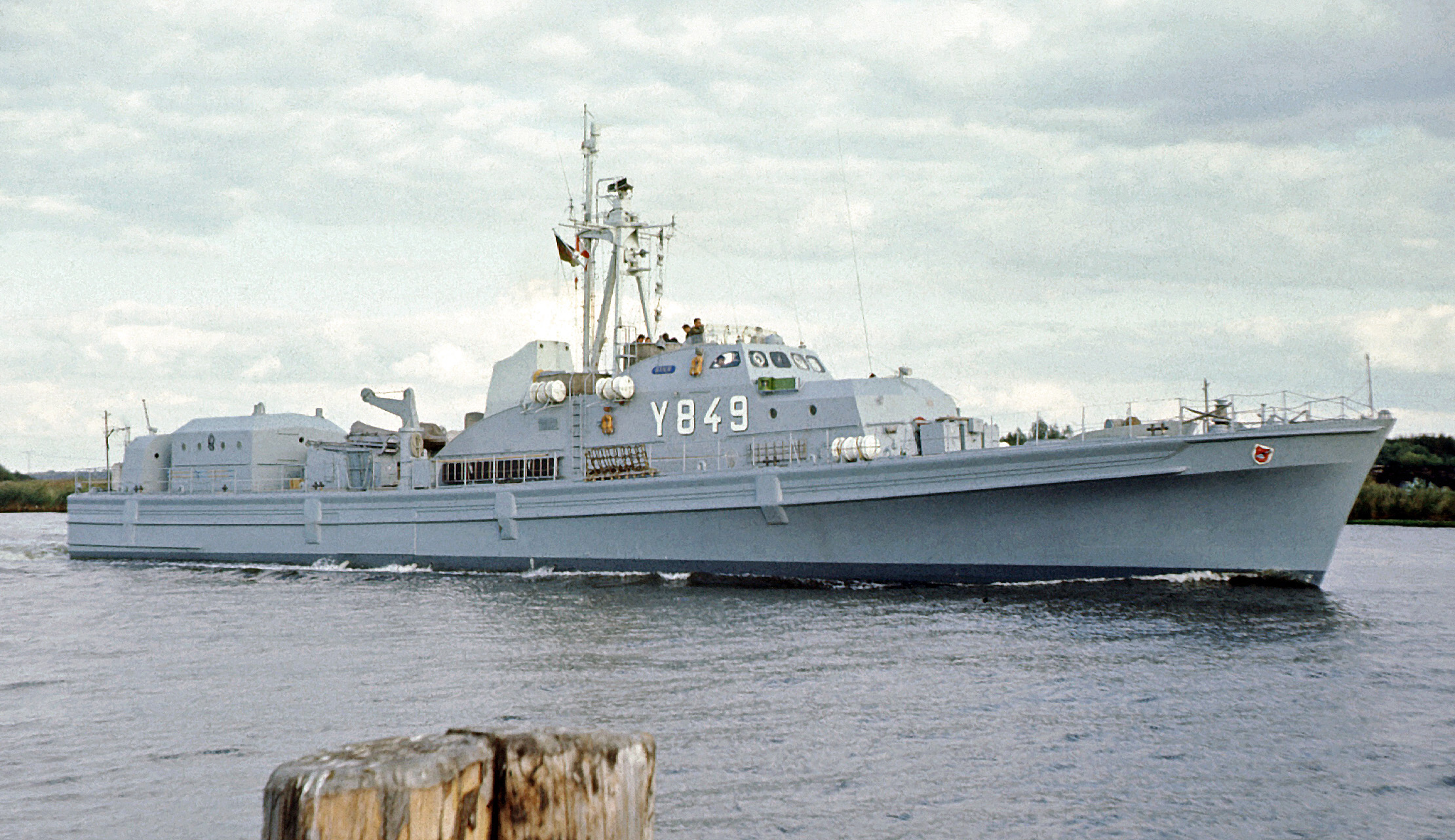
Stier 1972 als Minentaucherboot Y849

Für die Bundesmarine wurden zwanzig Boote von der Werft Abeking & Rasmussen gebaut, je fünf weitere wurden von der Schlichting-Werft in Travemünde und der Schiffs- und Bootswerft Gebr. Schürenstedt in Bardenfleth geliefert. Die Kosten lagen gemäß dem ersten Bauprogramm bei 7,33 Mio. DM pro Boot. Sechs weitere Boote wurden Anfang der 1970er Jahre bei Abeking & Rasmussen für die brasilianische Marine gebaut.
Die Namensgebung der Klasse wurde von dem ersten in Dienst gestellten Boot abgeleitet. Auch weitere Boote erhielten Namen von Sternbildern und Himmelskörpern. Die Boote der Schütze-Klasse bildeten das 1. Minensuchgeschwader in Flensburg, das 3. Minensuchgeschwader in Kiel und das 5. Minensuchgeschwader in Neustadt/Holst. Dieses wurde 1967 nach Olpenitz verlegt. Obwohl die Boote ursprünglich für eine Dienstzeit von nur 15 Jahren konzipiert waren, blieben einzelne Boote über dreißig Jahre im Dienst. Weil die aus zentralafrikanischem Ilomba-Weichholz (pycnanthus angolensis) gefertigten Aufbauten und Schotten durch Pilzbefall „weich, faul und schwammig“ wurden, benötigten die Schnellen Minensuchboote vom Typ „Schütze“ häufig Werftaufenthalte zwecks Reparatur und Umbau.
M1061 Stier wurde 1970 zum Minentaucherboot umgerüstet und war unter der Kennung Y849 bis 1995 im Dienst.

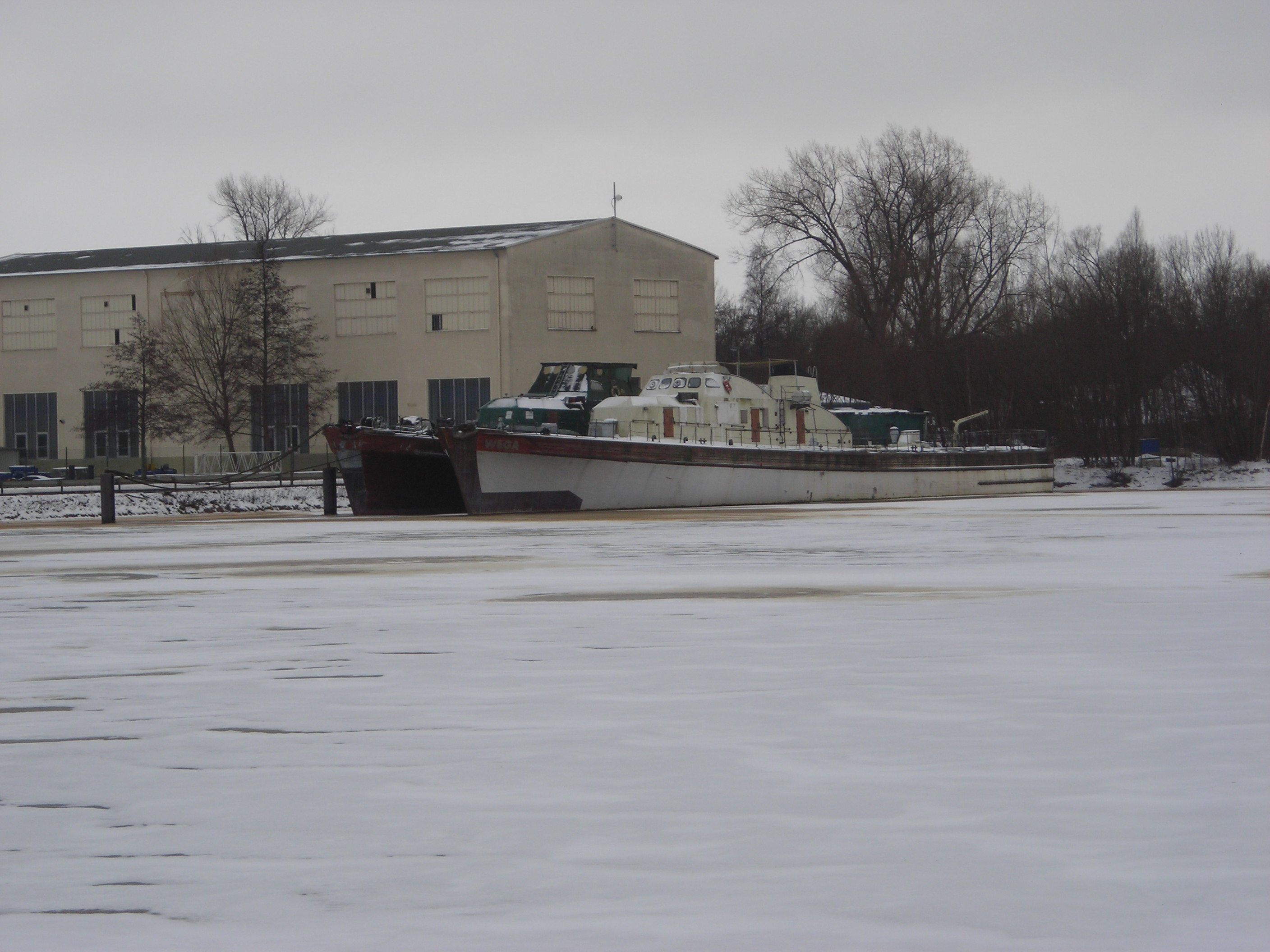
Zwei ausgemusterte Boote, deren Umbau abgebrochen wurde, in Wilhelmshaven. Im Vordergrund die Wega, dahinter mit erhöhtem Brückenaufbau die Gemma

Ab 1973 wurden die ersten Boote außer Dienst gestellt und zum Teil über die VEBEG verwertet. Die letzten beiden Boote waren bis 1995 aktiv. Die Boote wurden zum Teil abgewrackt und zum Teil von privaten Käufern als Yachten oder Wohnboote weiter genutzt oder dienten als Heimboote für Marinekameradschaften.

## Technische Beschreibung
Der Rumpf der Boote war, abgesehen von einer nicht magnetischen Stahlplatte am Bug, aus dreifach diagonal beplanktem Teak- und Mahagoniholz. Auch die sonstigen metallischen Teile des Bootes wurden so weit wie möglich aus wenig oder nicht magnetischen Metallen erstellt, um die Magnetische Signatur der Boote zum Schutz vor Magnetminen zu vermindern. Zusätzlich waren sie zu diesem Zweck mit einer MES-Anlage ausgestattet.
Die beiden Typklassen 340 und 341 unterschieden sich nur durch den Einbau unterschiedlicher Dieselmotoren, dabei erhielten die ersten zehn Boote zwei Mercedes-Benz 16-Zylinder-Motoren mit jeweils 2250 PS, die folgenden wurden mit Maybach 16-Zylinder-Motoren ausgerüstet. Die Maybach-Motoren leisteten etwa 130 PS mehr. Beide Motorentypen arbeiteten über ein Untersetzungsgetriebe.
Zur Stromversorgung der Bordsysteme waren drei Dieselgeneratoren mit je 96 PS an Bord. Der Strom zur Versorgung des elektromagnetischen Räumgerätes wurde von einem separaten 900-PS-Generator erzeugt.

## Übersicht der Boote

### Bundesmarine
Folgende 20 SM-Boote wurden ab 1958 im Auftrag des Bundesministeriums für Verteidigung bei der Werft Abeking & Rasmussen gebaut
Typ+Nummer / Baunummer / Schiffsname / Kennung (alt)
- 341/1        5224       Schütze      M 1062  (1090)
- 341/2        5225       Steinbock    M 1091
- 341/3        5226       Stier        M 1063  (1092)
- 340/4        5227       Krebs        M 1052  (1093)
- 341/5        5228       Waage        M 1063
- 341/6        5229       Fische       M 1096
- 341/7        5230       Gemma        M 1097
- 340/8        5231       Mira         M 1050  (1098)
- 341/9        5232       Capella      M 1098
- 340/10       5233       Spica        M 1059
- 340/11       5234       Pollux       M 1054  (1058)
- 340/12       5235       Mars         M 1058
- 340/13       5236       Sirius       M 1055  (1086)
- 340/14       5237       Orion        M 1053  (1087)
- 340/15       5238       Regulus      M 1057  (1088)
- 340/16       5239       Rigel        M 1056
- 340/17       5240       Castor       M 1051
- 341/18       5241       Wega         M 1069
- 341/19       5242       Algol        M 1068  (1062)
- 341/20       5243       Skorpion     M 1060  (1068)

Weitere 10 Schiffe dieser Klasse wurden in verschiedenen Werften gebaut.
Typ+Nummer / Baunummer / Schiffsname / Kennung (alt)  /  Werft
- 341/21       1162       Widder       M 1094         Gebrüder Schürenstedt KG in Bardenfleth, Weser
- 341/22       1163       Pluto        M 1092         Gebrüder Schürenstedt KG in Bardenfleth, Weser[4]
- 341/23       1164       Uranus       M 1099         Gebrüder Schürenstedt KG in Bardenfleth, Weser[5]
- 341/24       1165       Jupiter      M 1065         Gebrüder Schürenstedt KG in Bardenfleth, Weser[6]
- 341/25       1166       Deneb        M 1064  (1089)  Gebrüder Schürenstedt KG in Bardenfleth, Weser[7]
- 341/26       1292       Neptun       M 1093  (1054)  Schlichting-Werft, Travemünde[8]
- 341/27       1293       Herkules     M 1095          Schlichting-Werft[8]
- 341/28       1294       Perseus      M 1090          Schlichting-Werft[8]
- 341/29       1295       Atair        M 1067          Schlichting-Werft[8]
- 341/30       1296       Pegasus      M 1066  (1256)  Schlichting-Werft[8]

Die Boote wurden zwischen 1973 und 1995 außer Dienst gestellt.

### Brasilianische Marine

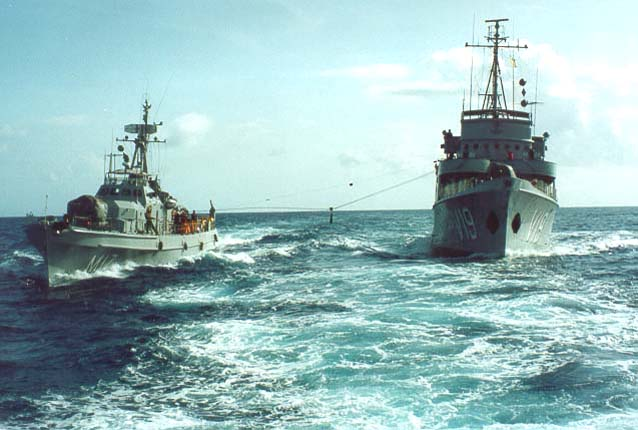
Brasilianisches Minensuchboot Atalaia der Schütze-Klasse (links) bei einem Versorgungsmanöver mit der Korvette Caboclo

Name / Kennung
- Aratù / M 15
- Anhatomirim / M 16
- Atalaia / M 17
- Araçatuba / M 18
- Abrolhos / M 19
- Albardão / M 20